# Ропуховий камінь

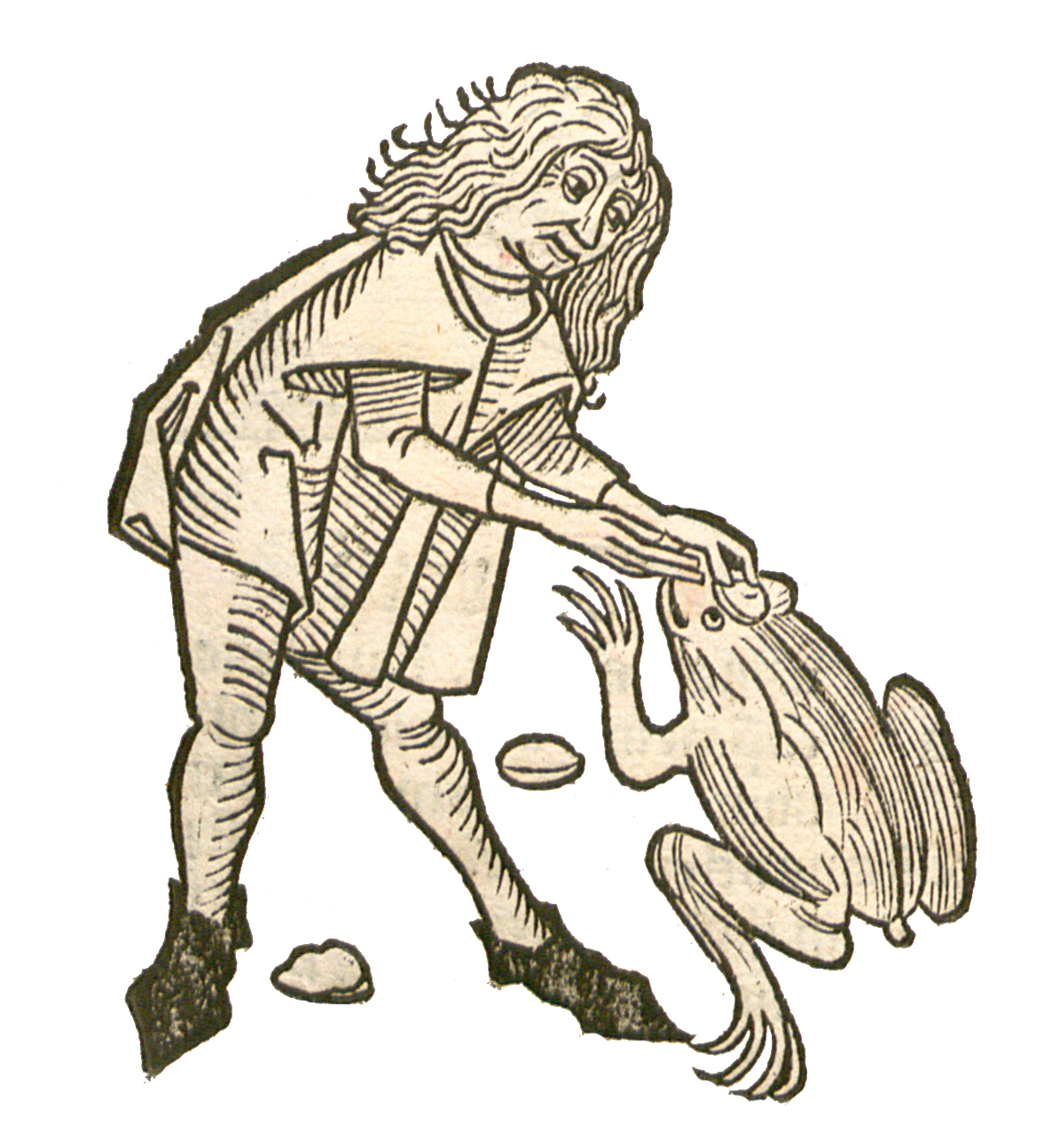
Збирання ропухового каменя, проілюстроване в Hortus Sanitatis, опублікована в Майнці в 1491 році.

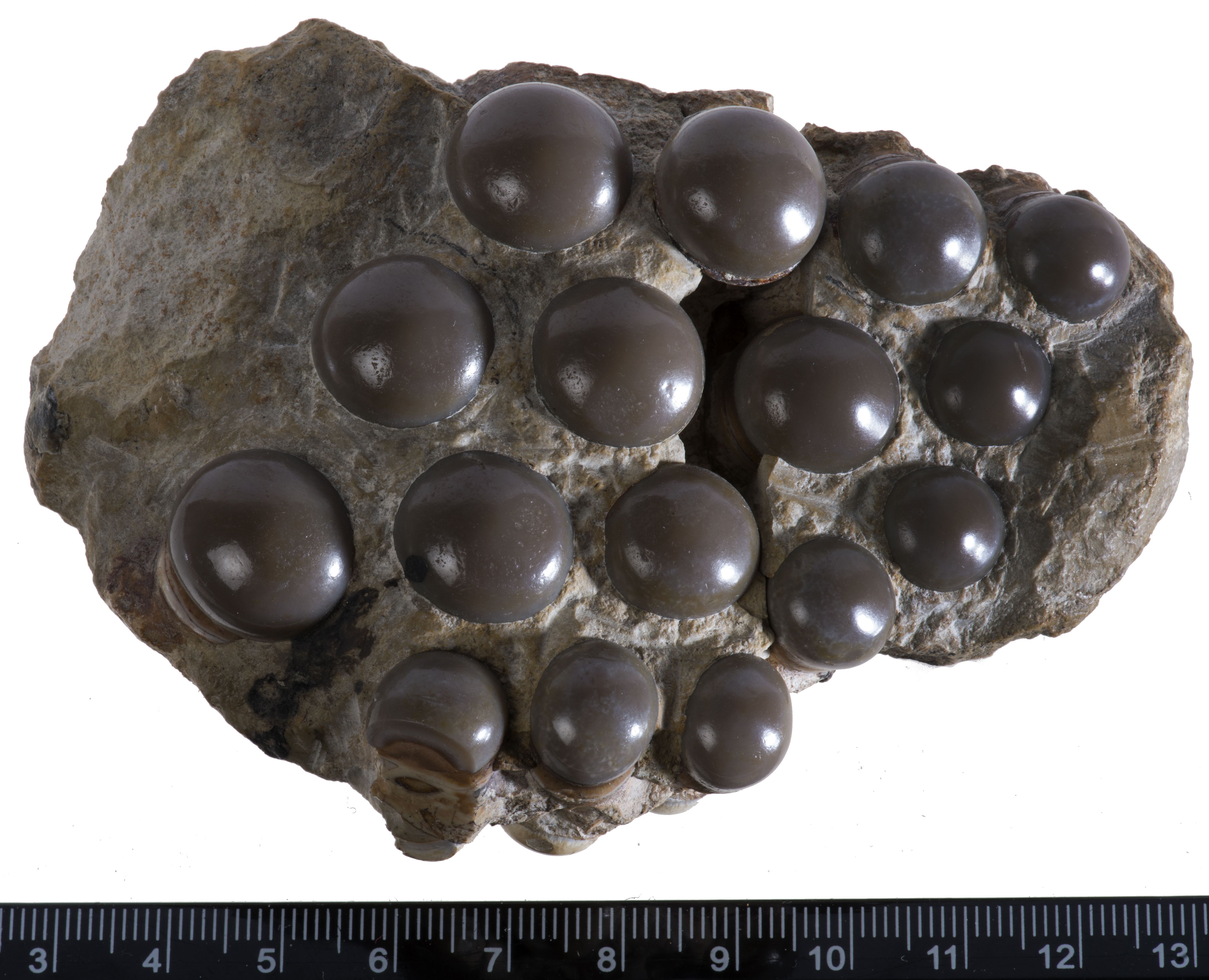
Зуби Lepidotes maximus

Ропуховий камінь, також відомий як бафоніт (від лат. bufo, «ропуха»), — це міфічний камінь або дорогоцінний камінь, який, як вважають, знаходили в голові ропухи. Він мав бути протиотрутою від отрути, і в цьому він схожий на батрахіт, який нібито утворюється в головах жаб. Ропухові камені насправді були схожими на скам’янілі зуби Scheenstia (раніше Lepidotes), вимерлого роду лучеперих риб юрського та крейдяного періодів. Здавалося, вони були «камінням ідеальної форми» і вставлялися європейськими ювелірами в магічні каблучки та амулети від Середньовіччя до 18 століття. 

## Переконання

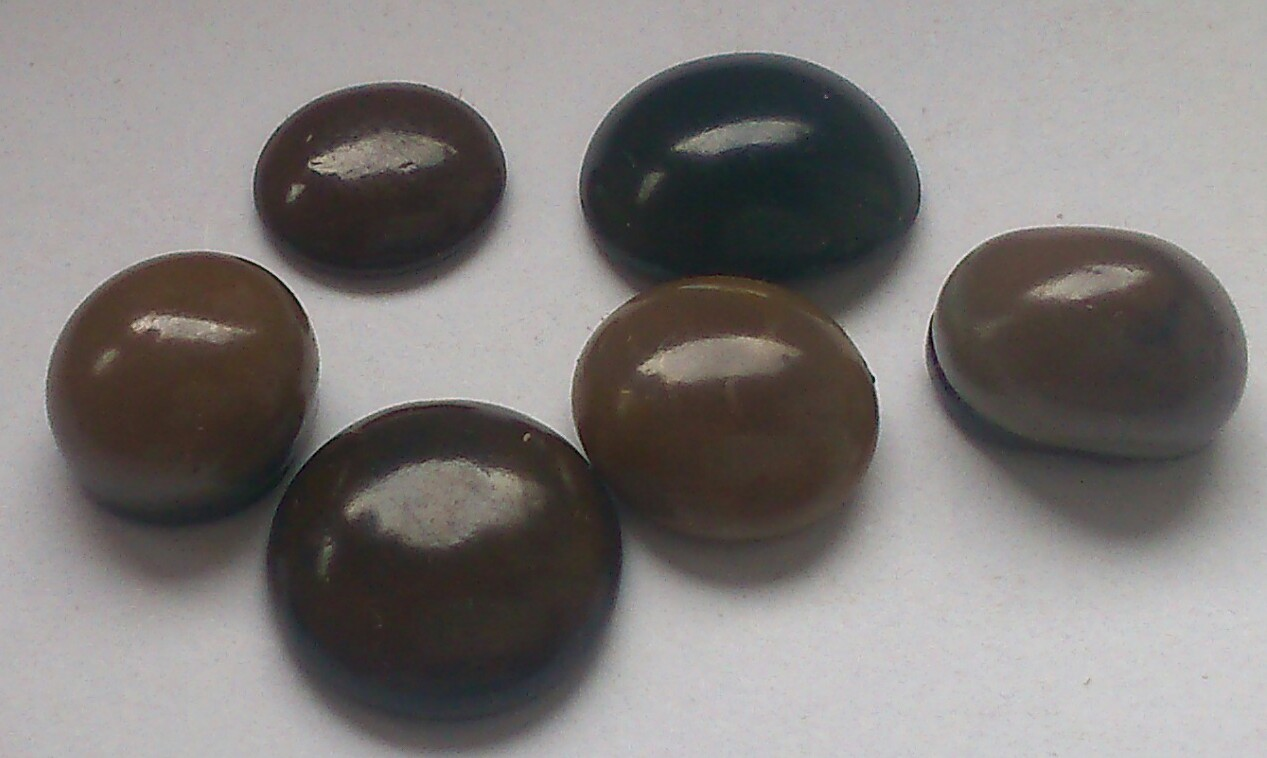
Ропухові камені з юрських відкладень в Оксфордширі Великобританія

З давніх часів люди асоціювали скам'янілості з дорогоцінними каменями, які були вставлені в голови ропух. На шкірі ропухи є отруйні залози, тож, природно, припустили, що вони мають власну протиотруту, яка має форму магічного каменю. Вперше вони були записані Плінієм Старшим у першому столітті.
Подібно до скам'янілих зубів акули, відомих як язик, ропухові камені вважалися протиотрутою, а також використовувався для лікування епілепсії.  Ще в 14 столітті люди почали прикрашати прикраси ропуховими каменями за їх магічні здібності. Згідно з їхнім фольклором, камінь потрібно було видалити, поки ця істота була жива. Натураліст XVII століття Едвард Топселл писав, що це можна зробити, поклавши жабу на шматок червоної тканини. 
Сучасні ювеліри вважали справжнім ропуховий камінь не більшим за ніготь руки, і вони різнилися за кольором від білувато-коричневого через зелений до чорного, залежно від того, де їх знайшли.  Вважається, що вони були найефективнішими проти отрути, коли їх надягали на шкіру, вважалося, що в цьому випадку вони нагріваються, пітніють і змінюють колір.  Якщо людину вкусила отруйна істота, ропуховий камінь доторкався до ураженої частини, щоб зцілити.  Крім того, Йоханнес де Куба у своїй книзі Gart der Gesundheit 1485 року стверджував, що камінь допоможе при хворобі нирок і земному щасті. 
Серед інших дорогоцінних каменів у Єлизаветинському скарбі Чепсайда було виявлено окремі ропухові камені, а в Ешмолівському музеї та Британському музеї є збережені каблучки.

## Алюзії в літературі
Герцог Старший згадує ропуховий камінь у п’єсі Шекспіра «Як вам це подобається» (1599), у акті 2, сцені 1, рядки з 12 по 14:
Приємно використовувати нещастя;

Яка, як ропуха, гидка й отруйна,

Носить дорогоцінний камінь у своїй голові.
У оповіданні Джеймса Бренча Кебелла «Дочка Бальтазара» (зібраному в «Певній годині» ) і його подальшій п’єсі «Торгівці коштовностями» Алессандро Медічі намагається спокусити Грасіозу, перераховуючи різноманітні дорогоцінні камені, якими він володіє, у тому числі «коштовності, вирізані з мозку жаби».

## Ювелірні вироби
Деякі ропухові камені використовувалися в ювелірних виробах, зокрема на короні в Аахенському соборі, яка використовувалася для коронації Карла IV, імператора Священної Римської імперії. 

## Подальше читання
- Новий Оксфордський американський словник, під записом "toadstone".
- Повне зібрання творів Вільяма Шекспіра від Crown Publishers Inc

## Зовнішні посилання
- «Toadstones: Примітка до Pseudodoxia Epidemica, книга III, розділ 13»
- Колекція нотаток, збережена Джеймсом Ісоном з Чиказького університету, що містить уривки з Томаса Ніколса та інших авторів
- Посилання на New York Times, жовтень 1890 р
- Вайтхерст, Джон (1713–1788). Дослідження початкового стану та формування землі, стор. 184-5, 190 і далі).